# 447
Cet article concerne l'année 447 du calendrier julien. Pour l'accident aérien, voir Vol 447 Air France.
L'année 447 est une année commune qui commence un mercredi.

## Événements
- 26 janvier : tremblement de terre qui détruit une importante partie des murailles de Constantinople[1]. Les murs théodosiens s’écroulent sur des longueurs importantes, 57 tours sont ruinées dont celles qui servent de grenier à céréales. La capitale dévastée est frappée par la famine et les épidémies. D’autres villes subissent d’importants dommages.

- Printemps : guerre de l'empire hunnique contre l’Empire Oriental. Attila utilise pour la première fois contre lui les peuples germaniques alliés, dont les Gépides d'Ardaric et les Ostrogoths de Valamer[2]. Les troupes impériales stationnées à Marcianopolis marchent à sa rencontre à travers la Mésie et parviennent à lui barrer la route au prix d’une bataille meurtrière sur la rivière Utus (le Vit, affluent du Danube, en Bulgarie). Après la bataille, l’armée romaine se déplace probablement en Scythie Mineure (Dobroudja), et menace sur ses flancs et l’arrière l’armée d’Attila qui doit progresser vers Constantinople en faisant un détour par Serdica (Sofia). Ce retard permet aux habitants de la capitale de réparer leurs fortifications détruites par un tremblement de terre au début de l’année. Les troupes d’Attila ravagent alors les villes de l’empire jusqu’aux Thermopyles, puis Attila doit retirer ses troupes[3].
- 21 juillet : lettre du Pape Léon le Grand à Turribius d'Astroga. Il l'invite à réunir un concile contre le Priscillianisme et réclame l'exécution des hérétiques par le bras séculier[4].

- Germain d'Auxerre fait un second voyage en Bretagne avec Sévère de Trèves. Il aurait pris la tête des Bretons et remporté la bataille de l'Alleluia contre des maraudeurs Pictes et Saxons[5].
- Vortimer se serait révolté contre son père le roi Breton Vortigern et lui aurait usurpé brièvement son titre[6].

- Les Annales Cambriae décrivent les événements du Pays de Galles entre 447 et 954[7].

## Décès en 447
- Arnegiscle, général romain.